# Clímeno (hijo de Presbón)
En la mitología griega, Clímeno (Κλύμενος) fue un rey de los minias de Orcómeno, ciudad de Beocia. Dependiendo de la fuente es hijo de Presbón o de Orcómeno (en este último caso sería hermano de Aspledón y de Anfídoco). Heredó el reino del rey Orcómeno, bien por ser su hijo, o (en la versión que le hace hijo de Presbón) porque Orcómeno le dejó el reino al no haber tenido hijos propios. Clímeno se unió a Budeya, hija de Lico, y con ella fue padre de Ergino, Estratión, Arrón, Pileo y Azeo. En un festival de Poseidón celebrado en Onquesto, Clímeno se peleó con un grupo de tebanos sobre un asunto sin importancia y fue herido de muerte al arrojarle una piedra Perieres, el auriga de Meneceo. Moribundo, Clímeno pidió a su hijo Ergino, heredero del trono que vengase su muerte. Ergino lideró entonces una guerra contra Tebas.
| Predecesor: Orcómeno | Reyes de Orcómeno | Sucesor: Ergino |